# Объединённая система моментальных платежей
«Объединённая систе́ма момента́льных платеже́й» — российская компания, владеющая крупной сетью электронных платёжных терминалов, принимающих наличные деньги и позволяющих оплачивать услуги операторов мобильной связи, доступа в Интернет, спутникового телевидения и пр.
Компании принадлежит бренд платёжного сервиса Qiwi.

## Собственники
Структура акционеров холдинга «Qiwi plc» (которому принадлежит 100 % акций ЗАО «ОСМП»):
- менеджмент Qiwi — 59,6 %, в том числе[6]:
  - А. Романенко через компанию Antana International — 12,7 %;
  - С. Солонин через компанию Saldivar Investments — 25,4 %;
  - А. Муравьев через компанию Palmway Holdings — 8,5 %;
  - И. Михайлов через компанию Dargle International — 4,4 %;
  - Б. Ким через компанию E1 — 8,4 %;
- Bralvo — 4,4 %;
- Mail.ru Group — 21,4 %;
- Mitsui & Co. Ltd — 14,9 %[7].

## Руководство
Президент холдинга «Qiwi plc» — Андрей Романенко; председатель совета директоров холдинга, а также председатель комитета Национальной ассоциации участников электронной торговли (НАУЭТ) по платежным системам и банковским инструментам — Борис Ким. Генеральный директор ЗАО «ОСМП», а также вице-президент и руководитель B2B-направления холдинга — Александр Агаков (с 2007 по ноябрь 2011 года — Владимир Лопатин).

## История
ЗАО «Группа e-port» была основана в 1999 году Борисом Кимом. Основным направлением деятельности являлась разработка и продвижение технологических решений для организации пунктов приема платежей, создание инструментов и инфраструктуры для оплаты широкого спектра повседневных услуг.
ЗАО «ОСМП» было основано в 2004 году Андреем Романенко с партнерами; первоначально компания занималась установкой программных продуктов в салонах сотовой связи и POS-терминалов в торговых точках для приема платежей от населения. Первые платежные терминалы были разработаны и выпущены в конце 2005 года.
В 2006 году была создана компания — оператор электронных платежей ООО «Мобильный кошёлек».
В апреле 2008 года на рынок был выведен розничный бренд платежного сервиса — Qiwi.
С мая 2008 года ЗАО «ОСМП» и ЗАО «Группа e-port» вошли в холдинговую кипрскую компанию, учрежденную фондом «Digital Sky Technologies» и менеджментом компаний «ОСМП» и «e-port» — «OE Investments Ltd.» (зарегистрирована в феврале 2007 года). В холдинг также вошли рекламное агентство «Direct Contact» и компания «Мобильный кошелек». На основе «Мобильного кошелька» в том же году был запущен платежный сервис «Личный кабинет Qiwi».
В августе 2009 года было объявлено о слиянии компаний «ОСМП» и «Группа e-port». Владельцем 100 % акций объединенного ЗАО «ОСМП» стал холдинг «OE Investments Ltd.». В результате этого появилась крупнейшая на территории России сеть по приему платежей.
В октябре 2010 года ЗАО «ОСМП» стало владельцем ЗАО «Акционерный коммерческий банк „1-й Процессинговый Банк“», выкупив 100 % его акций.
В октябре 2010 года холдинг «OE Investments Ltd.» был переименован в «Qiwi Ltd.». При этом было объявлено о намерении унифицировать бренды остальных компаний, входящих в холдинг: «Личный кабинет Qiwi» изменить на «Qiwi Кошелек», «1-й Процессинговый Банк» — на «Qiwi Банк», «Direct Contact» — на «Qiwi Реклама» и т. д.
С июня 2011 года была закрыта процессинговая система «Группы е-port»; обработка всех транзакций с этого момента происходит только с помощью процессинга «Qiwi».
В ноябре 2012 года в ходе проекта по созданию «кобрендового электронного кошелька» между компаниями Qiwi и Visa было подписано соглашение о сотрудничестве, и «Qiwi Кошелек» был переименован в «Visa Qiwi Wallet».
В феврале 2013 года холдинг «Qiwi Ltd.» был преобразован в публичное акционерное общество «Qiwi plc», в дальнейшем компании провела IPO на бирже NASDAQ в Нью-Йорке, в ходе которого было продано акций на 212,5 млн $, а сама компания оценена в 884 млн $, при этом:

Три миллиона акций на 51,7 миллион долларов продала Mail.ru Group, в результате чего её пакет сократился до 15,5 % акций и 19,8 % голосов. Японская Mitsui & Co в ходе IPO продала 1,86 миллионов акций на 31,6 миллион долларов, после чего её доля уменьшилась до 11,3 % акций и 14,4 % голосов.

Ключевые дочерние компании холдинга:
- корпоративный центр (ЗАО «Киви-Сервис»);
- платежный сервис «Qiwi» (ЗАО «ОСМП»);
- электронная платёжная система «Visa Qiwi Wallet» (ООО «Киви Международные процессинговые сервисы»);
- банк «Qiwi Банк» (Киви Банк (АО));
- компания по размещению рекламы на терминалах «Qiwi Реклама» (ООО «Директ Контакт»);
- организаторы лотерей (ООО «Лото Интегратор», ООО «Лото Мастер»);
- производитель фискальных регистраторов «Paykiosk» (ООО «Пэй Киоск») и др.

## Показатели деятельности
| Показатели                                                | 2007        | 2008       | 2009 | 2010 | 2011 | 2012  | 2013  | 2014  | 2015  | 2016  |
| --------------------------------------------------------- | ----------- | ---------- | ---- | ---- | ---- | ----- | ----- | ----- | ----- | ----- |
| Общий объём платежей, проходящий через «Qiwi», р.         | 4,71 млрд $ | 6,0 млрд $ | 330  | 408  | 465  | 520   | 561   | 645   | 873   | н/д   |
| Оборот компании, млрд р.                                  | н/д         | н/д        | 5,91 | 6,16 | 8,16 | 8,91  | 11,67 | 14,72 | 17,72 | 17,88 |
| Чистая прибыль компании, млн р.                           | н/д         | н/д        | 444  | 755  | 430  | 808   | 1835  | 4968  | 5274  | 2489  |
| Количество пунктов приема платежей и терминалов, тыс.     | 160         | 176        | 152  | 159  | 170  | 169   | 168   | 181   | 172   | н/д   |
| Процессинг обрабатывает моментальных платежей в России, % | 29          | 33         | 49   | 43   | 42   | н/д   | н/д   | н/д   | н/д   | н/д   |
| Объем платежей через кошелёк «Visa Qiwi Wallet», р.       | н/д         | 9          | 11,8 | 26,7 | 65,4 | 151,5 | 255,1 | н/д   | н/д   | н/д   |
| Количество кошельков «Visa Qiwi Wallet», млн шт.          | н/д         | н/д        | 5,9  | 6,0  | 8,1  | 11,4  | 15,4  | 17,2  | 16,1  | н/д   |